# Vỡ giọng
Vỡ giọng hay bể tiếng, vỡ tiếng là hiện tượng giọng nói của trẻ em trở nên trầm hơn khi bước vào giai đoạn dậy thì. Giọng nói của nam rơi xuống một quãng tám trong khi của nữ chỉ giảm vài nửa cung. Hiện tượng vỡ giọng là thứ mà trẻ em trai không thể kiểm soát và cũng không có khả năng tự điều chỉnh.
Từ này có khi cũng dùng để chỉ hiện tượng giọng của một người bất ngờ cao vút lên kiểu falsetto trong một khoảng thời gian nào đó, tiếng Anh gọi là voice crack, nguyên nhân có thể là hát hoặc nói chuyện vượt ngoài âm vực tự nhiên, do căng thẳng, mệt mỏi, bùng nổ cảm xúc hoặc cũng có thể do thay đổi trên cơ thể trong giai đoạn dậy thì. Nếu hiện tượng giọng vút cao này đến trong giai đoạn dậy thì thì thường chỉ kéo dài một thời gian và càng ngày càng giảm khi người đó trưởng thành.

## Giải phẫu học
Trước khi dậy thì, giọng nói của cả trẻ em trai và gái đều có âm sắc cao, thanh, đến khi dậy thì thì hầu hết xảy ra hiện tượng vỡ giọng. Âm sắc giống người lớn sẽ đạt được chỉ trong 2-3 năm nhưng đến lúc trưởng thành thì mới ổn định, thường là 20 tuổi trở lên.  Hiện tượng này thường diễn ra sau khi mọc râu. Dưới sự tác động của nội tiết tố sinh dục, thanh quản sẽ dài ra ở cả nam và nữ. Dây thanh quản của nam dài thêm 10 mm và dày lên tương đối nhiều, trong khi thanh quản của nữ chỉ dài thêm 4 mm. Đồng thời, dây thanh âm cũng dài ra và dày hơn. Xương mặt tăng trưởng; xoang cánh mũi, mũi và phần sau của họng đều nở ra tạo thêm không gian cho phép âm thanh vang dội hơn.

## Âm nhạc
Vỡ giọng có ảnh hưởng lên việc sáng tác tác phẩm dành cho giọng trẻ em. Joseph Haydn hồi năm 17 tuổi cũng từng có lúc hát được các nốt cao. Các ca đoàn nhà thờ rất cần trẻ em trai không bị hỏng giọng hát do vỡ giọng. Nhà thờ chính tòa Anh Quốc dựa vào treble, tức soprano trẻ em trai, còn phần alto dành cho countertenor người lớn. Ở các nước nói tiếng Đức thì trẻ em trai hát luôn phần alto.
Trong lịch sử, trẻ em trai để giữ giọng chỉ có cách hoạn để trở thành castrato. Điều này được chép lại lần đầu trong tài liệu của nhà thờ nước Ý từ thập niên 1550. Các tác phẩm như Exsultate, jubilate của Mozart, Gregorio Allegri của Allegri và vài phần trong Messiah của Handel đều để dành cho castrato, khai thác triệt để các âm sắc độc đáo trong opera Baroque. Năm 1861, Ý cấm việc này. Năm 1878, Giáo hoàng Lêô XIII cấm nhà thờ tuyển mộ castrato. Castrato cuối cùng là Alessandro Moreschi thuộc ca đoàn nhà nguyện Sistina, Vatican.
Phái nam có thể hát quãng tám ngang phái nữ, tuy nhiên khi vỡ giọng rồi thì mất khả năng này. Họ chỉ còn có thể dùng kỹ thuật falsetto hoặc giảm xuống cả một quãng tám.